# Никита Владимирович Алексејев
Никита Владимирович Алексејев (укр. Микита Володимирович Алєксєєв, рус. Никита Владимирович Алексеев; Кијев, 18. мај 1993) украјински је кантаутор. Музичку каријеру започео је 2014. године учешћем у такмичењу „Голос країни”. У свету је познат по представљању Белорусије на Песми Евровизије 2018. у Лисабону са песмом „Forever”.

## Дискографија

### Студијски албуми
| Наслов       | Детаљи                                                              |
| ------------ | ------------------------------------------------------------------- |
| Пијано сунце | - Датум објављивања: 2. децембар 2016. - Издавачка кућа: Zion Music |

### Екстендед плејеви
| Наслов     | Детаљи                                                              |
| ---------- | ------------------------------------------------------------------- |
| Држи       | - Датум објављивања: 25. фебруар 2017. - Издавачка кућа: Zion Music |
| " "Заувек" | - Датум објављивања: 23. април 2018. - Издавачка кућа: Zion Music   |

### Синглови
| Наслов                 | Година | Позиција | Позиција | Албум                 |
| Наслов                 | Година | РУС      | УКР      | Албум                 |
| ---------------------- | ------ | -------- | -------- | --------------------- |
| "" (Све ће успети)     | 2014   | —        | —        | Hold                  |
| "" (Боли као у рају)   | 2015   | —        | —        | Drunken Sun           |
| "" (А ја пливам)       | 2015   | 1774     | 1        | Drunken Sun           |
| "" (Пијано сунце)      | 2015   | 1        | 2        | Drunken Sun           |
| "" (Поломљен од снова) | 2016   | 51       | 13       | Drunken Sun           |
| "OMA"                  | 2016   | —        | —        | Drunken Sun           |
| "" (Океани постали)    | 2016   | 39       | 39       | Drunken Sun           |
| "" (Осећам душу)       | 2017   | —        | —        | Drunken Sun           |
| "Forever"              | 2018   | 22       | 15       | Сингл није део албума |

### Спотови
| Title                  | Year |
| ---------------------- | ---- |
| "" (Све ће успети)     | 2014 |
| "" (А ја пливам)       | 2015 |
| "" (Пијано сунце)      | 2015 |
| "OMA"                  | 2016 |
| "" (Поломљен од снова) | 2016 |
| "" (Постали океани)    | 2016 |
| "" (Осећам душу)       | 2017 |
| "Forever"              | 2018 |
| "" (Спасићу те)        | 2018 |